# Даки (фильм)
«Даки» (рум. Dacii) — совместный румыно-французский кинофильм режиссёра Серджиу Николаеску в жанре пеплума.

## Анонс
Начало нашей эры — примерно 87 год. Рим расширяет свои владения. Государство даков, расположенное на склонах гор вдоль Дуная, — новая цель Империи. Легионы римлян против крошечной армии даков, готовых умереть за свою родину и свободу, не приняв условий захватчиков. Война, которую император Домициан принёс на землю царя Децебала, дорого обойдётся римлянам. Крепость даков пала, но последняя битва ещё впереди…

## Описание сюжета

### Пролог
Возле города Аргидара выстроились легионы римлян, готовых идти в атаку. Представители обеих сторон предъявили друг другу условия: римляне, объявившие себя властителями мира, предлагают дакам добровольно открыть ворота города в обмен на жизнь и свободу. Даки заявляют, что римляне станут таковыми, если покорят их.

### Основной сюжет
Молодые даки, Котизо и Меда, брат и сестра, охотятся в лесу на оленя. Вскоре они находят его. Меда говорит, что его убил Котизо, брат признаёт, что и сестра стреляет неплохо, а в ответ слышит, что она научила его держать лук. Вскоре на коне приезжает Олупер и говорит, что на следующей неделе в Аргидаре состоится важное событие. Котизо угадал, что состоится состязание молодых воинов, после чего вскакивает на тёмного коня и вместе с Медой на белом коне уезжает в домик. Меда опережает его, заявляя, что его конь ничуть не хуже её, только она лучше ездит. Затем она дарит ему своего коня.
Вдоль Дуная разбит римский лагерь. Там происходит состязание молодых. Префект претория Корнелий Фуск побеждает в борьбе молодого римлянина, затем пытается показать, как надо правильно метать копьё, но из-за старой раны головы у него начинаются проблемы со зрением и он не может сделать это. В это время приезжает Рейнский легион во главе с легатом Севером, другом и учеником Фуска. Префект предлагает Северу метнуть копьё, легат делает это и попадает в самое яблочко. Далее оба военачальника ведут беседу о том, что через три дня сюда прибудет император Домициан, но он прибывает тем же вечером. Внутри палатки между сенатором Аттием (отец Севера), Севером, Фуском и Домицианом идёт дискуссия о нападении на Дакию, император принимает решение немедленно переходить Дунай. После перехода Дуная Аттия в лесу убивает из лука один из даков, прихватив у жертвы личные вещи. Домициан обещает Северу, что варвары (то есть даки) «узнают гнев и месть Рима».
В это время в Аргидаре начинается состязание молодых, в котором участвует и Котизо, сын царя Децебала. Царь объявляет, что осталось лишь пятеро соперников и призывает всех быть мужественными в борьбе. В конкурсе на отрубание чурки мечом на скаку двое соперников проигрывают, затем начинается следующий конкурс: поразить на скаку мишень из лука. Ещё один участник выбывает и перед последним испытанием на коне прибывает дак, убивший Аттия. Он отчитывается царю о проделанной работе и вручает захваченные вещи. Децебал объявляет, что «это единственный римлянин, которого не следовало убивать». Становится ясно, что начнётся война. Меда просит Котизо уступить победу другому, но её брат остаётся неумолимым. Последнее состязание состояло в том, что оба оппонента с завязанными глазами должны левую руку держать на плахе с растопыренными пальцами, а правой колоть ножами между пальцами, синхронно с ударами барабана, частота которых постепенно увеличивается. Когда барабан затих, выясняется, что соперник Котизо поранил ножом палец и таким образом победу в состязании молодых одержал сын Децебала.
Децебал собрал совет старейшин, объявив, что префект Корнелий Фуск ведёт на Дакию 12 римских легионов по 6000 воинов в каждом (72 тысячи) и ставит всем задачи. Стариков, женщин и детей приказывает эвакуировать в горы, а Олуперу удержать римлян и лишь после этого уходить.
Начинается штурм Аргидара. Поначалу даки взяли инициативу и римляне отступили. Бывший соперник Котизо говорит, что они уже побежали, но стоявший рядом с ним дак ответил, что это лишь на время и показал юноше, какие вдали огромные войска (вскоре юноша погибает в битве). Римляне снова штурмуют крепость, применяя осадные орудия, башни и тараны. Корнелий Фуск врывается с кавалерией в сожжённые ворота Аргидара, центурион Марк спасает ему жизнь. Битва продолжается до самого вечера, в город прибывает сам император, объявив Северу, что его отец Аттий будет сегодня отомщён, после чего приказывает привести пленников. В плен попал лишь один дак, убийца Аттия (сам Север так и не узнал об этом). Корнелий Фуск предлагает ему выдать Децебала, но тот плюёт префекту в лицо и получает эфесом меча по лицу. Затем он вырывает из рук ударившего его римлянина меч и кончает жизнь самоубийством, до конца оставшись верным своему царю.
К Домициану прибывает делегация от царя Децебала и приносит ему дары: мышь, лягушку, птицу (всех в клетках), колчан со стрелами и лемех плуга. Фуск растолковал это как знак того, что даки готовы покориться, писарь всё записал. Затем Домициан послал с ответом к Децебалу легата Севера. Легат объявил, что Домициан прибудет в столицу Дакии, чтобы короновать его, а сенат пожизненно нарекает его другом Рима. Децебал объявил, что согласно древнему дакийскому обычаю, каждый, кто к ним приходит, является гостем (при этом также упоминает, что на территории Дакии родился бог виноделия Дионис). Начинается пир. Север, сидя рядом с Децебалом, ведёт с ним беседу, позже царь даков приглашает легата в подземелье, где в погребальных урнах покоится прах знаменитых даков, также показывает пустую урну, где должен был покоится прах Золтеса, известного, как Аттий — отца Севера. Выясняется, что Золтес 40 лет назад отправился в Рим под именем римского патриция Аттия, который жил в Мёзии. Децебал ежегодно посылал Аттию целый корабль гружёный золотом, а тот сообщал царю даков обо всём, что замышляют в Риме (по сути, Аттий был шпионом даков в тылу врага). Таким образом оказывается, что Аттий не римлянин, а дак, и почему Север не мог понять, почему его отец не хочет воевать против своих. Децебал поясняет, что Аттий отдал своего сына для обучения военному искусству в лучшую армию мира не для того, чтобы он покорял земли своих предков и что в один прекрасный день он открыл бы ему эту тайну. Оставив Севера в смятении, Децебал встречается с верховным жрецом. Тот предлагает царю даков откупиться от римлян золотом, но Децебал с презрением отвергает это предложение и решает воевать с Римом за свободу своей земли. Жрец говорит, что в этом случае древний закон даков требует послать гонца к Замолксису. Децебал возвращается в тронный зал и выдаёт Северу истинное послание даров, которые были преподнесены Домициану, которые означали, что если римляне будут ходить по их земле, даки будут воевать с ними до самого конца.
Поскольку Децебал выбрал войну с Римом, закон требовал принести в жертву Замолксису победителя состязания молодых. В состязании тогда победил его сын Котизо, который теперь должен был умереть. Жрец объявил, что Котизо самый достойный из всех сынов Дакии и что его услышит Замолксис. Децебал сказал сыну, что он хочет дождя, вечного мира между даками и победы над врагом. Котизо лёг на жертвенник, затем помощники жреца сбросили его на вкопанные в землю копья. Верховный жрец, вложив землю в левую руку Котизо, объявил всем, что посланец уже ушёл и что надо ликовать. После жертвоприношения сына Децебал выпил вина, разбил кувшин и начал смеяться. Началась цепная реакция. Потом он всех спросил, достоин ли был его сын того, чтобы его услышал Замолксис и приказал радоваться. Начались буквально гуляния. К отцу подошла Меда и между ними состоялся разговор о жертвоприношении Котизо. Меда отрекается от веры в Замолксиса и заявляет, что данный закон плох, но Децебал отвечает, что он был завещан им предками, равно, как и земля, на которой они живут, после чего царь приказал ей уходить. Меда взяла двух коней и уехала в дом в горах. В это время разразилась гроза с сильным ливнем, даки возрадовались. Но римлянам в горах от дождя пришлось плохо: горная река стала бурной, переправиться через неё крайне трудно, также тяжело по грязи везти осадные орудия. Подошедший Корнелий Фуск силой заставляет войска двигаться быстрее. Тот же приказ отдаёт и Северу. Далее он узнаёт, что два его легиона (12 тысяч воинов) задержаны Домицианом в отобранном у даков Аргидаре. Явившись к нему лично, Фуск узнаёт, что император сделал это для собственной безопасности и что чрезмерная осмотрительность префекта и всё таинственное его пугают. После чего он предлагает ему пойти разбить даков.
Рейнский легион натыкается на даков в горах. Об этом доложено Фуску. Возмутившись, что Север не отдал приказа атаковать, префект лично явился к Северу и поднял его на смех за то, что «лучшая кавалерия империи испугалась каких-то там варваров». Север возразил, что пока не вернётся разведка, он не будет атаковать, но амбициозный Фуск остаётся неумолимым. Север предлагает ему посмотреть на скалы, но Фуск из-за проблем со зрением отвечает, что ничего не видит и снова отдаёт приказ атаковать. Марк слышал всё это. Север не осмелился ослушаться своего начальника и повёл войска в атаку. Начинается знаменитая битва при Тапае. Даки, наблюдая за движением римлян, отлично понимают, что конница движется навстречу собственной гибели. Когда римляне подошли к скалам, даки начали их обстреливать из луков, затем повернули в ущелье. Римляне ринулись за ними, но на них со скал посыпались камни. Децебал лично повёл войска в атаку, нанёс Рейнскому легиону сокрушительное поражение, заставив бежать с позором, а также захватил их боевое знамя (орла).
Фуск выстроил уцелевших солдат в каре. Резко и сурово укорял он их за малодушие, позорное бегство, утерю орла, которого когда-то вручил им сам Юлий Цезарь и бросание на произвол судьбы легата Севера. По совокупности изложенного и римским законам Рейнский легион прекратил своё существование и началась децимация — казнь по жребию каждого десятого воина. В их числе также был центурион Марк, которым Фуск открыл счёт: префект уничтожил своего центуриона, как свидетеля, чтобы избежать скандала, поскольку Марк знал о том, что Фуск отдал приказ атаковать.
В это время выживший Север выбрался из-под срубленных деревьев и пришёл к дому Меды в горах. Меда, решив, что возле её дома бродит римлянин, стреляет в него из лука. Доспех, приняв удар спасает Севера от гибели, но всё же от ранения он теряет сознание. Меда дотащила его до дома и стала за ним ухаживать. Когда он выздоровел, она привела Олупера и тот предложил ему проехать к Децебалу. Меда подарила Северу коня Котизо. Север приехал к Децебалу. Царь даков просил Севера убедить Домициана начать переговоры, но Север ответил, что это невозможно, поскольку войскам давно не было оплаты и они могут взбунтоваться. Тогда Децебал освободил Севера.
После встречи с Децебалом, Север врывается в палатку Корнелия Фуска, который удивляется тому, как он выжил тогда в горах. Между ними возникает конфликт на почве того, что Фуск погубил легион Севера. Выясняется, что Фуск казнил Марка за то, что тот много знал, что Корнелий создал двух императоров — Веспасиана и Домициана и что он при Аттии желал императору поражения. Север отказывается поддерживать Фуска в его планах, тогда дерзкий префект пытается уничтожить своего легата, метнув в него копьё, но опять же из-за проблем со зрением промахивается. Тогда он сходится с Севером на мечах и в итоге погибает. Подошедший Домициан нарекает Севера наместником Дакии и приказывает вести легионы на даков.
Перед последней, самой страшной битвой состоялся поединок двух вождей: царь Децебал сошёлся с наместником Дакии Севером. Последний поддался царю. Перед смертью он сказал, что «это всё, что он сумел для него сделать — поддаться в бою». Обе рати начали наступление, но в связи с тем, что командир римлян погиб, в этой битве они потерпели поражение. Фильм завершается сюжетом боя даков и римлян, изображённом на колонне Траяна в Риме.

## В ролях
- Амза Пелля — царь Децебал (советский дубляж — Владимир Емельянов), главный герой фильма, царь даков, полководец
- Мари-Жозе Нат — Меда (советский дубляж — Мария Виноградова), старшая дочь Децебала, сестра Котизона
- Александру Хереску — Котизон (советский дубляж — Руслан Ахметов), младший сын царя Децебала, брат Меды; принесён в жертву собственным отцом богу Замолксису, согласно древнему закону, требующему сделать это в случае выбора войны
- Мирча Албулеску — Олупер (советский дубляж — Николай Граббе), советник Децебала, воевода даков
- Эмиль Ботта — верховный жрец (советский дубляж — Иван Рыжов), руководил жертвоприношением Котизона
- Джео Бартон — Аттий (советский дубляж — Владимир Балашов), римский сенатор, дак по-имени Золтес. Убит в лесу одним из даков, принявшим его за римлянина. Из-за принадлежности родному народу, Децебал называл его «единственным римлянином, которому он не желал смерти»
- Дьёрдь Ковач — император Домициан (советский дубляж — Аркадий Толбузин), высокомерен, увлекается поэзией
- Жорж Маршаль — префект претория Корнелий Фуск (румынский дубляж — Георге Диникэ, советский дубляж — Олег Мокшанцев), римский префект, предводитель римской армии. Амбициозен и честолюбив. Когда Север отказал его поддержать в планах, совершил на него покушение на убийство, чем вынудил его (то есть Севера) сражаться и был убит
- Пьер Брис — Север (советский дубляж — Владимир Прокофьев), римский легат (звание ниже префекта). После того, как от Децебала узнал о том, что Аттий (отец) не римлянин, а дак, война ему сразу стала не по душе. В начале последней битвы во время поединка с Децебалом, дал ему себя убить («Это всё, что я сумел для тебя сделать!») и тем самым помог победить в той битве
- Серджиу Николаеску — Марк (он же режиссёр фильма), римский центурион (звание ниже легата), отважный и сильный воин. Был казнён по приказу Фуска во время децимации за то, что «много знал»
- Николае Секэряну — посланец Децебала
- Септимиу Север — Ремаксос, убийца Аттия

Фильм дублирован киностудией «Мосфильм». Режиссёр дубляжа — Евгений Алексеев.

## Сиквел
Фильм «Колонна», являющийся сиквелом данного фильма, повествует о дальнейшей борьбе даков с Римом.